# René Pavard
René Pavard (Épinay-sur-Orge, 3 ottobre 1934 – Le Vaudoué, 16 giugno 2012) è stato un ciclista su strada francese, professionista dal 1958 al 1962.

## Palmarès
- 1957 (dilettanti)

Parigi-Mantes
- 1958 (Essor, una vittoria)

Polymultipliée
- 1960 (Helyett, una vittoria)

1ª tappa Tour de l'Ariège (Saint-Gaudens > Lavelanet)
- 1964 (Helyett, una vittoria)

Tour de Haute-Loire

### Altri successi
- 1958 (Essor)

Circuit des Monts du Livradois
- 1959 (Helyett)

Chanteloup-les-Vignes (corsa in salita)

## Piazzamenti

### Grandi Giri
- Tour de France

1959: ritirato (13ª tappa)
1960: 19º
- Vuelta a España

1958: 32º

### Classiche monumento
- Milano-Sanremo

1958: 87º
- Parigi-Roubaix

1959: 61º
- Giro di Lombardia

1958: 74º
1959: 21º

### Competizioni mondiali
- Campionati del mondo

Frascati 1955 - In linea Dilettanti: 11º